# Nyctimene major
Nyctimene major је врста сисара из реда слепих мишева и породице велики љиљци.

## Распрострањење
Врста је присутна у Папуи Новој Гвинеји и Соломоновим острвима.

## Станиште
Врста Nyctimene major има станиште на копну.

## Угроженост
Ова врста није угрожена, и наведена је као последња брига јер има широко распрострањење.

### Популациони тренд
Популациони тренд је за ову врсту непознат.